# 下弗兰肯行政区
下弗兰肯（德語：Unterfranken）是德国巴伐利亚州的7个行政区之一，首府维尔茨堡。下弗兰肯行政区位于巴伐利亚州的西北部，南面和西面与巴登-符腾堡州和黑森州，北面与图林根州，东面与上弗兰肯行政区和中弗兰肯行政区相邻。

## 華語譯名
由於兩岸翻譯上的不同，因此台灣從英語將其音譯為「下法蘭克尼亞」；中國大陸則從德語將其音譯為「下弗兰肯」。

## 行政区划
上弗兰肯行政区下设3个非县辖城市和9个县。
市：
1. 阿沙芬堡市（Aschaffenburg）
2. 施韦因富特市（Schweinfurt）
3. 维尔茨堡市（Würzburg）

县：
1. 阿沙芬堡县（Landkreis Aschaffenburg），首府阿沙芬堡（Aschaffenburg）
2. 巴特基辛根县（Landkreis Bad Kissingen），首府巴特基辛根（Bad Kissingen）
3. 哈斯山县（Landkreis Haßberge），首府哈斯富特（Haßfurt）
4. 基青根县（Landkreis Kitzingen），首府基青根（Kitzingen）
5. 美因-施佩萨特县（Landkreis Main-Spessart），首府卡尔施塔特（Karlstadt）
6. 米尔滕贝格县（Landkreis Miltenberg），首府米尔滕贝格（Miltenberg）
7. 伦-格拉布费尔德县（Landkreis Rhön-Grabfeld），首府萨勒河畔巴特诺伊施塔特（Bad Neustadt an der Saale）
8. 施韦因富特县（Landkreis Schweinfurt），首府施韦因富特（Schweinfurt）
9. 维尔茨堡县（Landkreis Würzburg），首府维尔茨堡（Würzburg）